# Rasタンパク質
Rasタンパク質（Ras蛋白質、Rasサブファミリー、以下Rasと略す）は、低分子GTP結合タンパク質の一種で、転写や細胞増殖、細胞の運動性の獲得のほか、細胞死の抑制など数多くの現象に関わっている分子である。
Rasの異常は細胞のがん化に大きく関わるのでras遺伝子はがん原遺伝子の一種である。

## 名前の由来
Rasはラットの肉腫ウィルス（Rat sarcoma virus）から見つかったのでそれに基づいて名前が付けられた。

## 構造

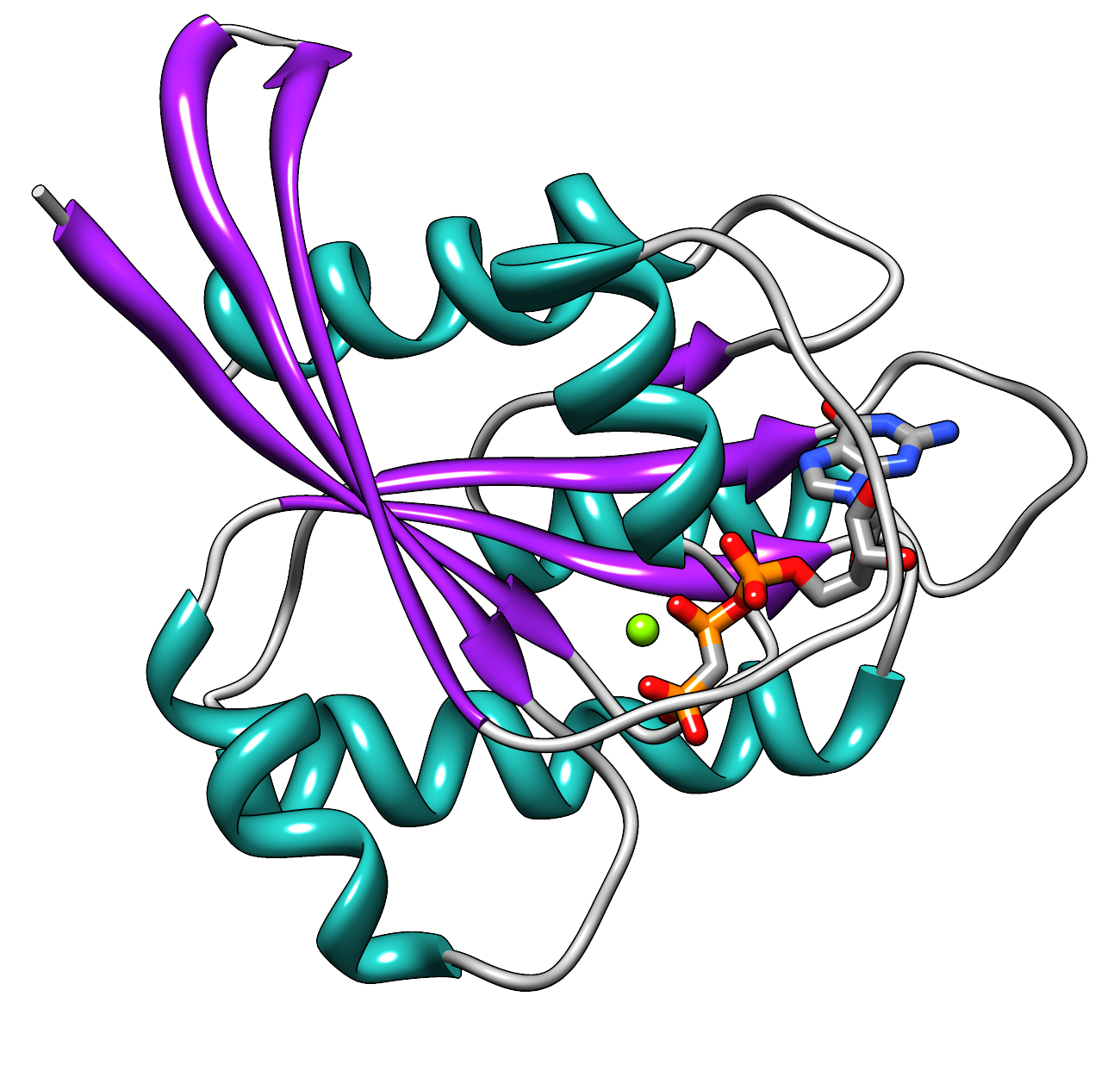
Rasの一種H-Rasの構造。棒モデルで表されているのがGTP分子である。

Rasは約21kDaの質量をもっており、GTPまたはGDPが結合する部位と、PI3キナーゼ（PI3K）やRaf、Ral-GEFと相互作用するためのエフェクターループと呼ばれる部位を有している。また、C末端側には脂質の尾部をもち細胞膜に繋ぎとめられるようになっている。がん化したRasはGTPと結合する部位のうち、Gly12（12番目のグリシン）やGln61（61番目のグルタミン）にミスセンス変異があることが多い。

## Rasの活性化
不活性なRasはGDPと結合しているが、これがグアニンヌクレオチド交換因子（GEF）によりGTPと交換されると活性化する。
PDGF（血小板由来成長因子）やNGF（神経成長因子）、EGF（上皮増殖因子）などを含む事実上すべての受容体型チロシンキナーゼ（チロシンキナーゼ受容体）（RTK）が何らかの分子を介してRasを活性化する事が知られている。
例えばEGF（上皮増殖因子）の場合、受容体に基質が結合しEGF受容体の特定のチロシン残基がリン酸化されると、それを認識するSH2というドメインを持つGrb2というアダプタータンパク質が引き寄せられ活性化したEGF受容体に結合する。すると、Grb2のSH3というドメインを介してSosが結合し活性化する。SosはRas-GEFとしてRasのGDPをGTPに交換しRasを活性化する。ただし、EGF受容体とGrb2との間にShcがはさまることもある。
このようにして活性化されたRasはGTPase活性化蛋白質（GAP）と結合するとGTPを加水分解してGDPに変えることで不活性型となる。

## Rasの下流
Rasはさまざまなシグナル伝達に関わっているが、Rasが活性化する主なものとして、RafとPI3KとRal-GEFの3つが知られている。

### Raf経路（MAPキナーゼ経路）

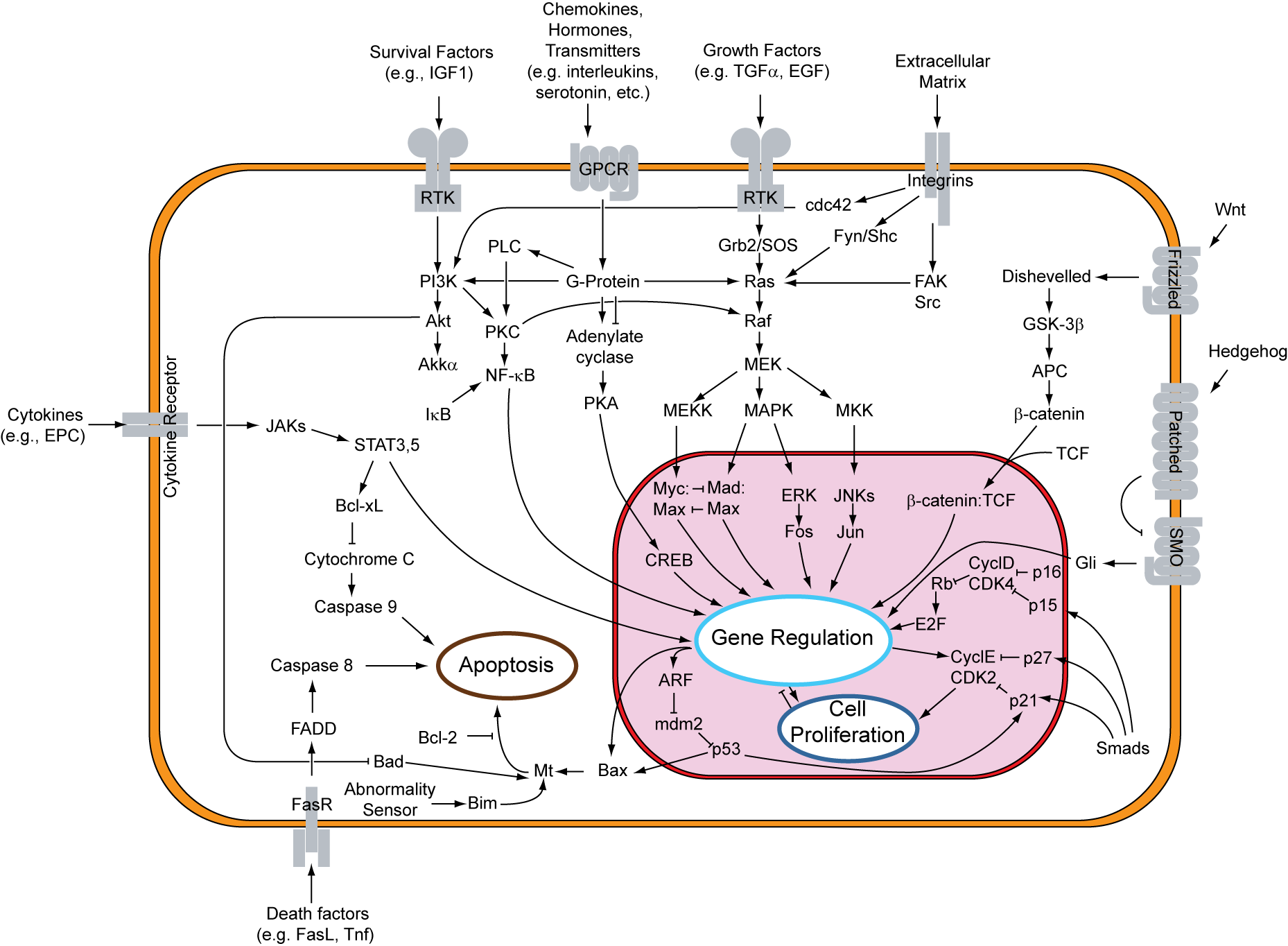
MAPキナーゼ経路が図の中央右寄りに書かれている。

Rafを活性化する経路はRasの下流として最初に見つかったものである。この経路は転写など細胞の増殖上重要である。まず、Raf（MAPキナーゼキナーゼキナーゼ）が活性化したRas（RAS-GTP）と会合するとMekをリン酸化して活性化する。活性化したMek（MAPキナーゼキナーゼ）はさらにErk（MAPキナーゼ）をリン酸化して活性化する。そのErkが転写や蛋白質の合成に関わる分子群（MAP: mitogen-activated protein）を活性化する。このようなリン酸化が続く過程のゆえMAPK（MAPキナーゼ）経路とも呼ばれる。

### PI3K経路
Rafの過程は蛋白質のリン酸化が中心の経路であったが、PI3Kの経路ではPIP3（ホスファチジルイノシトール三リン酸）という蛋白質でないセカンドメッセンジャーを介して行うのが特徴である。この経路はアポトーシスの抑制や細胞の大きさの成長で重要である。まず、PI3キナーゼ（PI3K）がRasと会合すると細胞膜上のリン脂質の中のPIP2（ホスファチジルイノシトール二リン酸）をリン酸化することでPIP3を生じる。PIP3はプレックストリン相同性ドメイン（PHドメイン）をもつAkt（プロテインキナーゼB）やRho-GEF（RhoのGDPをGTPに交換する分子）を活性化する。
Aktはアポトーシスを促進するBadや、増殖を抑えるGSK-3β、細胞の成長を抑えるTsc2などを阻害することで細胞の増殖・成長を助ける。
RhoはRasスーパーファミリーに属する分子でRasと同様GTPによって活性化された後、細胞骨格の立体配置の変換や細胞の周囲環境との物理的接着に関与する。RasはRho-GEFに働きかけRhoのGDPをGTPに交換し細胞の運動性を変化させる。
PIP3の濃度は通常、その脱リン酸酵素であるPTENにより低く抑えられており、PI3Kの経路が過剰に活性化されないようになっている。

### Ral-GEF経路
RalはRasと似た分子で、GTPと結合すると活性化され、GDPに変換されると不活性化する（RalもRho、Rasと同じRasスーパーファミリーに属する）。RalのGDPをGTPに交換するのがRal－GEFであるが、これはRasによって活性化される。Ral蛋白質は細胞の運動性の調節に関わっていると考えられている。

## がん化
正常なRasは受容体型チロシンキナーゼにより必要に応じて活性化されるが、上流からのシグナルがなくてもRasが常に活性化されるようなことがあるとがん化を引き起こしうる。Rasのアミノ酸配列のうちGTPが結合する窪みにあるGly13とGln61に別のアミノ酸と入れ替わるミスセンス変異があると、そのような変異型RasはGTPと結合できるものの、GTPを加水分解できなくなり、常に活性化することになる（一方で、Rasのナンセンス変異はがん化に寄与しない。というのもそのような変異型Rasは機能を失い下流のシグナル経路を活性化できないからである）。これに加えて、下流の分子に変異が起こるとがん化するリスクがさらに高くなる。

## G蛋白質との類似
Rasはいくつかの点でG蛋白質と似ている。
(1)不活性な状態ではGDP分子と結合している。
(2)シグナル経路の上流から刺激性のシグナルを受け取るとGDPを放棄してGTP分子を獲得し活性化する。
(3)活性化して短時間の後、自ら持つGTPase活性を用いてGTPを分解し不活性型に戻る。
ただし、G蛋白質はα, β, γの3つのサブユニットからなる分子量の比較的大きな蛋白質であり、Gタンパク質共役受容体（GPCR）によって活性化される一方で、Rasはサブユニットをもたない単一の分子量の大きくない蛋白質で受容体型チロシンキナーゼにより活性化される点で異なっている。